# Halme atrocoerulea
Halme atrocoerulea là một loài bọ cánh cứng trong họ Cerambycidae.